# Iambala
Iambala, também conhecida como Imbala e Yambala, é uma comuna angolana. Pertence ao município do Cubal, na província de Benguela.